# Yuri
yuri（ユリ、出生名：益田 祐里（ますだ ゆり）、1977年2月22日 - ）は、日本の熊本県出身の歌手である。m.o.v.eのボーカル担当。血液型O型。身長158cm。

## 来歴

### デビュー前
19歳の頃に両親の勧めで受けたavexボーカルオーディションからオーディション番組『ASAYAN』の東京大会に出場し、決勝進出を果たす。そのオーディションの様子をテレビで偶然見ていた音楽プロデューサーの木村貴志がyuriに惚れ込み、それがきっかけでm.o.v.eに参加することとなった。

### m.o.v.e
- 1997年10月1日 - 『ROCK IT DOWN』でデビュー。エイベックスレーベルのavex tuneに所属。
- 1998年 - TAIPEI J-DANCE FESTIVALでは初海外パフォーマンスを約3万人の前で実現させる。
- 2001年1月11日 - 10thシングル『Gamble Rumble』がオリコンウィークリーチャートで自身初のトップ10に入る。
- 2003年 - ダラスにて行われたAnimeFESTS!2003に出演。この時期から海外の音楽イベントに積極的に参加するようになる。
- 2007年 - ドイツ、カッセルで開催されたConnichi2007に出演。4月にはアメリカ、シアトルで開催されたSakura-Con2007に単独出演し約4000人を動員。
- 2009年11月11日 - 公式サイトにて入籍および、妊娠している事を発表した[1]。
- 2010年3月 - 女児を出産[2]。

- 2010年8月25日 - ボーカロイド「Lily」の声を担当した[3]。
- 2011年 - m.o.v.eでの活動としてブラジル、チリ、アルゼンチン、ペルーでの南米ツアーを成功させた。
- 2012年 - シンガポールで開催された「Anime Festival Asia Singapore 2012」に出演。

- 2013年3月16日 - 東京・赤坂BLITZで解散ライブ『m.o.v.e The Last Show ～Champagne Fight～』を行い15年間の活動に幕を下ろした。

### m.o.v.e 解散後
- 2018年 - 自身のSNSにてソロ活動を開始することを表明した[4]。
- 2019年7月17日 - 1stソロアルバム『Eternity』をリリース。Do As Infinityの伴都美子とのコラボレーション曲、m.o.v.eのセルフカバー曲、そしてニューヨークで活躍するプロデューサーChew Fu（英語: Chew Fu）によるリミックスを含めた全10曲。

## ディスコグラフィ

### アルバム
| 枚                         | 発売日                   | タイトル | 販売形態                                             | 備考 |
| -------------------------- | ------------------------ | -------- | ---------------------------------------------------- | --- |
| 1st                        | 2019年7月17日            | Eternity | デジタル・ダウンロード CD（数量限定） EP（数量限定） | 『Eternity』 YURI の スタジオ・アルバム リリース 2019年 7月17日 ジャンル J-POP 時間 35分56秒 レーベル HUITS, LLC. / EHI MUSICA テンプレートを表示 |
| 『Eternity』               |                          |          |                                                      | |
| YURI の スタジオ・アルバム |                          |          |                                                      | |
| リリース                   | 2019年7月17日            |          |                                                      | |
| ジャンル                   | J-POP                    |          |                                                      | |
| 時間                       | 35分56秒                 |          |                                                      | |
| レーベル                   | HUITS, LLC. / EHI MUSICA |          |                                                      | |
| テンプレートを表示         |                          |          |                                                      | |

### 参加作品
コロンの後はCDの名義。
- PARADISE:EUROBEAT FLASH Vol.12
- the shooting star：Cyber X feat.yuri
- Generation-A：近江知永、奥井雅美、栗林みな実、サイキックラバー、Cy-Rim rev.、JAM Project、樹海、Suara、高橋直純、茅原実里、水樹奈々、m.o.v.e（yuri）、ALI PROJECT（宝野アリカ）

## エピソード
- 熊本県熊本市生まれ。幼少期からは東京で育つ。
- 車が好きでドライブ好き。
- 幼い頃から犬を飼っていこともあり大の動物好き。2007年には動物保護活動団体『Dog shelter』でオリジナルグッズをプロデュースした。[5]
- 旅行好きであり、特にハワイが好き。